# Nihal (personaggio)
Nihal (o Sheireen) è la protagonista dei romanzi del ciclo fantasy Cronache del Mondo Emerso, scritto dall'autrice italiana Licia Troisi. Appare anche, con un ruolo minore, nelle Guerre del Mondo Emerso e viene menzionata nelle Leggende del Mondo Emerso, i cicli successivi alle Cronache.

## Il personaggio
Il suo nome è preso da una stella, che si chiama appunto Nihal. Nei libri questo nome le è stato dato dal padre adottivo, Livon, mentre i suoi genitori di sangue, che Nihal non ha mai conosciuto, l'avevano chiamata Sheireen, cioè "Consacrata", avendola dedicata al dio della guerra Shevraar.
Nihal appartiene al popolo dei mezzelfi, abitanti della Terra dei Giorni, e ne ha ereditato le caratteristiche fisiche, in particolare i capelli blu, le orecchie a punta e grandi occhi viola. Crescendo, diventa molto attraente. Ha una certa propensione per la magia, come il resto del suo popolo, ma il suo addestramento in quest'arte non andrà oltre gli incantesimi di base (quelli curativi in particolare). La sua vera forza si rivela essere invece la lotta, alla quale si dedica anima e corpo, fino a diventare una dei più abili guerrieri del Mondo Emerso, soprattutto nell'uso della spada. La sua arma preferita è appunto una spada di cristallo nero, forgiata da Livon, con l'impugnatura a forma di drago, dalla quale non si separa mai. Grazie al suo talento e alla sua ostinazione, Nihal inoltre è la prima femmina ad avere accesso all'Ordine dei Cavalieri di Drago della Terra del Sole, ottenendo l'investitura e un drago di nome Oarf, che la accompagna in tutti i viaggi e le battaglie.

## Biografia
La vita di Nihal viene descritta nei tre libri che compongono le Cronache del Mondo Emerso: Nihal della Terra del Vento, La missione di Sennar e Il Talismano del Potere, partendo quando lei è una ragazza di tredici anni e concludendosi diversi anni dopo, alla Battaglia dell'Inverno, quando lei ne ha circa diciotto. La sua nascita e morte vengono raccontate più nello specifico ne Le storie perdute (libro pubblicato nel 2014, legato alla trilogia delle Cronache ma ambientato cronologicamente un centinaio di anni più tardi).

### Infanzia
I genitori di Nihal si chiamano Makthar e Karna e sono due mezzelfi della Terra dei Giorni. Poco prima della nascita della bambina però un vecchio mago predice al Tiranno che i suoi piani saranno un giorno ostacolati da un mezzelfo, e quindi il Tiranno fa invadere la Terra dei Giorni, radere al suolo le sue città e sterminare i suoi abitanti. Makthar e Karna, implorando aiuto e vendetta dal dio Shevraar, gli promettono in cambio di dedicargli il loro bambino; la famiglia riesce in effetti a fuggire nella Terra del Mare e la piccola che nasce viene quindi chiamata Sheireen ("Consacrata"). Un anno dopo però i guerrieri del Tiranno attaccano anche i campi di rifugiati nelle altre Terre e gli ultimi mezzelfi vengono uccisi. Sopravvive miracolosamente la sola neonata Sheireen, che viene trovata dalla maga Soana e affidata al di lei fratello, il fabbro Livon, della Terra del Vento, che chiama la bambina Nihal e la cresce come figlia propria.
Nihal cresce quindi nella città-torre di Salazar, capitale della Terra del Vento, ignara delle sue origini. Fin da piccola mostra di essere molto diversa dagli altri bambini (e soprattutto dalle bambine), sia nell'aspetto che nel carattere; ha un'indole combattiva e testarda e gioca volentieri alla guerra con i coetanei maschi, che supera ben presto in forza e agilità. Livon, benché talvolta contrariato, la asseconda e le regala un pugnale, che però la ragazza perde nel corso di una sfida con Sennar della Terra del Mare, un giovane straniero di passaggio, che ha la meglio su di lei grazie alle sue capacità magiche. Furibonda per l'umiliazione, Nihal chiede al padre di essere mandata dalla maga Soana, sorella di Livon, ad apprendere a sua volta la magia, e di nuovo lui, anche se a malincuore, acconsente.

### L'apprendistato da Soana
Da Soana Nihal scopre con una certa irritazione che la zia ha già un allievo: Sennar; Soana si dichiara disposta a prendere anche lei, ma in cambio la ragazza deve promettere di andare d'accordo con il giovane mago. Nihal acconsente e col tempo il suo rapporto con Sennar migliorerà, passando dalla rivalità all'amicizia. Per poter iniziare l'apprendistato, Nihal è costretta a sottostare ad una prova per saggiare la sua predisposizione alla magia; la supera (grazie anche al supporto di Sennar) e fa pure la conoscenza del folletto Phos, che diventa suo amico e le fa dono di una "Lacrima del Padre della Foresta". La Lacrima viene successivamente impiantata da Livon in una spada di cristallo nero da lui forgiata e regalata alla figlia. Da questa spada Nihal non si separerà mai. Sempre da Soana Nihal viene a sapere delle sue vere origini e dello sterminio del suo popolo; invero, già da tempo la ragazza viene tormentata da incubi, nei quali gli spiriti delle vittime del Tiranno invocano da lei vendetta.
Appare presto chiaro che la via di Nihal non è quella di diventare una maga, sicché il solo Sennar conclude l'apprendistato con Soana, prima di accedere al Consiglio dei Maghi. Nihal invece fa la conoscenza di Fen, valoroso e affascinante Cavaliere di Drago e compagno di Soana, e di lui si innamora; anche se Fen non la ricambia, la ragazza capisce grazie a lui di voler diventare anche lei Cavaliere di Drago, a dispetto del fatto che l'ordine non ammetta femmine.
La pace si interrompe bruscamente allorché un'armata di fammin (le mostruose creature che il Tiranno ha generato con la sua magia per crearsi dei guerrieri spietati, feroci e leali), guidata da un Cavaliere di Drago Nero di nome Dola, prende d'assalto Salazar e la distrugge, e nella battaglia anche Livon rimane ucciso, mentre Nihal viene ferita, ma Sennar la trae in salvo. Da lì in poi la mezzelfa si vota alla vendetta.

### Cavaliere di Drago
Grazie all'intercessione di Fen, Nihal riesce ad arrivare al cospetto di Raven, Supremo Generale dell'Ordine dei Cavalieri di Drago, il quale dapprima la vorrebbe cacciare, ma poi, dopo molte insistenze, acconsente ad ammettere la giovane all'accademia, se lei sarà in grado di dimostrare di essere più forte di dieci dei suoi allievi; la sfida, nonostante un tentativo di imbroglio dello stesso Raven, viene vinta da Nihal, che così ottiene l'ammissione all'accademia. Il primo anno però per lei si rivela durissimo, perché sia i maestri che gli altri allievi la rifiutano. Anche la lontananza di Sennar le pesa molto. In più, in occasione del suo primo combattimento in campo aperto contro l'esercito del Tiranno, in battaglia cade Fen. Tormentata sempre di più dai suoi incubi e dalla sete di vendetta, Nihal si chiude in sé stessa e si consuma nell'odio, tanto che sul fronte ignora avvertimenti e ordini, mettendo a repentaglio la vita propria e degli altri, quasi cercando la morte. In un impeto di collera arriva a sfregiare il viso a Sennar, quando questi si congeda da lei per partire per una missione segreta. Nihal troverà alfine un maestro disposto a darle un'occasione in Parsel e un amico devoto in Laio, un altro allievo.
Ritenuta pronta per il tirocinio presso un Cavaliere, Nihal viene assegnata dal Supremo Generale Raven allo gnomo Ido. Il rapporto iniziale fra i due è molto difficile, perché la giovane continua ad ignorare gli ordini e fare di testa propria, mentre Ido è burbero e non meno testardo di lei. Dopo un'ennesima insubordinazione, Ido costringe Nihal ad allontanarsi dall'accampamento, e lei trova asilo presso Eleusi, una donna che vive col figlioletto Jona in un pacifico villaggio. Il periodo è sereno, tanto che Nihal è tentata dal rinunciare per sempre alla via delle armi, ma la sua diversità le procura di nuovo diffidenza e rifiuto da parte degli abitanti del villaggio, sicché alla fine Nihal fa ritorno all'accampamento. Riconciliatasi con Ido, lo accetta come mentore e il Cavaliere diventerà per lei un secondo padre.
A Nihal viene assegnato come drago Oarf. Anche in questo caso il primo contatto è difficile, perché Oarf è il drago di un Cavaliere rimasto ucciso in battaglia, e ci vorrà del tempo alla mezzelfo per farsi accettare da lui. Il suo migliore amico Laio diventerà invece suo scudiero. Concluso il tirocinio e in vista dell'investitura ufficiale a Cavaliere, Nihal, seguendo la tradizione, si fa fare un tatuaggio sulle spalle (due ali di drago ripiegate) e infine festeggia con compagni e superiori.
Nihal si distingue sul campo di battaglia come guerriera implacabile, grazie anche all'armatura nera che indossa, che le conferisce un aspetto spaventoso. La sua maggiore vittoria è contro Dola, Cavaliere di Drago Nero e generale del Tiranno, che anni prima espugnò e incendiò Salazar; la mezzelfo lo batte in uno scontro terribile, al termine del quale però si costringe a non ucciderlo di persona, consegnandolo invece al Consiglio perché sia giudicato.

### Il Talismano del Potere e la battaglia finale
Intanto, nonostante tutti gli sforzi degli eserciti delle Terre Libere, le armate del Tiranno continuano ad avanzare. L'esito della guerra sembra deciso, allorché Nihal viene chiamata a sé dalla maga Reis, la quale le rivela di aver scoperto il significato che si cela dietro al suo vero nome (Sheireen): Nihal, consacrata al dio della guerra Shevraar, è votata all'impresa di trovare e ricomporre un potente artefatto magico, il "Talismano del Potere", col quale fermare il Tiranno. Il Talismano del Potere ha una forma circolare, divisa in otto parti, ognuna con un alveo vuoto, in cui vanno inserite le otto pietre che controllano gli elementi della natura, ciascuna delle quali si trova in un diverso santuario, in ognuna delle Otto Terre del Mondo Emerso. Al centro vi è una pietra bianca, l'occhio di Shevraar. Reis inoltre ammette di essere stata lei, con un sortilegio lanciato molti anni prima, a condannare Nihal a rivivere nei suoi incubi il dolore e la rabbia delle vittime del Tiranno, affinché non scegliesse di rifiutare il suo destino. Nihal quindi parte per il viaggio, accompagnata dagli amici Sennar e Laio.
Il viaggio è lungo e arduo, ostacolato dalle truppe del Tiranno, che controllano gran parte del Mondo Emerso. In più ogni pietra del Talismano è sorvegliata da un guardiano; alcuni, come Glael, si mostrano ostili, altri invece amici e dispensano consigli, fra questi Phos e Thoolan, spirito guardiano del tempo, la quale offre alla mezzelfo di sottrarsi al suo triste destino e di restare per sempre nel suo santuario, libera e felice, ma Nihal rifiuta e prosegue nell'impresa. Al trio si unisce per breve tempo anche Vrašta, un fammin divenuto amico di Laio, che spiega a Nihal che i membri della sua razza in effetti non sono malvagi di natura, ma che semplicemente eseguono la volontà del Tiranno e dei suoi stregoni, ai quali non possono in alcun modo ribellarsi, nemmeno quando sono "errati" (cioè quando provano pena nell'uccidere e distruggere); Nihal ne è sconvolta, perché fino a quel momento vedeva nei fammin solo delle bestie sanguinarie. Poco dopo però uno stregone del Tiranno e i suoi guerrieri rintracciano il gruppo, sicché Vrašta implora Nihal di ucciderlo, affinché non possa essergli ordinato dai suoi padroni di attaccare Laio, e la mezzelfo, addolorata, lo accontenta; ma nel successivo scontro Laio viene comunque ucciso, e anche Sennar viene ferito gravemente. Rimasti solo in due, Nihal e Sennar si confessano i propri sentimenti e si amano; ma poi la mezzelfo deve comunque lasciare indietro il mago, troppo ferito per continuare, per portare a termine la sua missione. Sennar viene quindi trovato dai fammin e portato prigioniero nella Rocca.
Nihal riesce alfine a completare l'impresa e utilizza il Talismano del Potere per annullare per un singolo giorno gli effetti di ogni magia nel Mondo Emerso, rendendo vulnerabile anche il Tiranno. Nella successiva Battaglia dell'Inverno, l'esercito delle Terre Libere travolge le armate nemiche e Nihal riesce a penetrare nella Rocca per eliminare il Tiranno. Resta però avvilita, quando scopre che Aster (questo è il vero nome del Tiranno) è un mezzelfo come lei, il cui spirito è stato sigillato nel corpo di un bambino dall'aspetto angelico, prostrato dalla disperazione e dalla pena che prova per le sofferenze del Mondo Emerso. Nihal lo trafigge e decreta la fine della sua era. Infine la mezzelfo utilizza una seconda volta il Talismano per trarre in salvo Sennar dalla Rocca che crolla su di sé; tale atto quasi la uccide, ma Phos la riporta in vita con lo spirito del Padre della Foresta, che si sacrifica per lei. Compiuto il suo destino, Nihal sposa Sennar, rifiuta gli onori che le vengono offerti e si ritira col marito dal Mondo Emerso nelle Terre Ignote, oltre il fiume Saar, per vivere in pace e tranquillità.

### Morte
Nelle Terre Ignote Nihal e Sennar vivono felici per alcuni anni. Mentre lui continua a dedicarsi a studi di magia, la mezzelfo ha deposto la spada e si occupa prevalentemente a crescere il figlioletto che ha partorito, chiamato Tarik. Un giorno però Sennar, nel corso di un rituale magico presso una cascata incantata, viene posseduto dallo spirito di una bambina uccisa in guerra. Per liberarlo, Nihal decide di rivolgersi ad un mago elfico di nome Klarath, ma a causa del forte astio che gli elfi nutrono verso i popoli del Mondo Emerso (inclusi i mezzelfi), è costretta ad usare la forza per farsi aiutare. Klarath, pur riluttante, libera Sennar, e rimane sconvolto dal dolore che avverte nello spirito della bambina uccisa. Riportato nella sua città, il mago elfico non riesce a riadattarsi, avendo preso in odio la xenofobia e bellicosità dei consanguinei, i quali per contro arrivano a torturarlo pur di farlo "tornare in sé". Per il sequestro e il presunto lavaggio del cervello operato su Klarath, gli elfi di Nelor attaccano la casa di Nihal e la catturano assieme a Sennar e Tarik. La condanna emessa prevede che Sennar venga messo a morte, lei imprigionata a vita e il loro figlio separato da entrambi. Capendo che lo scopo della sentenza è punire essenzialmente lei con un destino che le è insopportabile, Nihal infrange il Talismano, al quale è legata la sua vita, e in tal modo si uccide, lavando l'offesa che gli elfi l'accusavano di avergli provocato. Sennar e Tarik tornano liberi, ma rimarranno segnati a vita dal trauma, ritenendo entrambi che proprio Sennar sia in parte colpevole della tragedia. Tarik abbandonerà il padre e le Terre Ignote per fare ritorno a Salazar. Qui sposa Talya e ha un figlio, San. La notizia della morte di Nihal non si diffonde nel Mondo Emerso prima di diversi anni.

### Nihal nelleGuerre del Mondo Emerso
In Le due guerriere riappaiono Sennar e Tarik che, ad oltre trent'anni dalla morte di Nihal, ne sono ancora gravemente prostrati. Sennar, in particolare, è diventato precocemente vecchio per la morte di quest'ultima e disilluso, ossessionato dai ricordi e dai sensi di colpa. In più, in un vano tentativo di ricongiungersi tramite un rito magico con l'amata, ha prosciugato per sempre parte dei suoi poteri. L'incantesimo ha inoltre consumanto la carne delle sue mani rendendole secche, ossute e raggrinzite. Tutta via, il rituale di Sennar non è stato completamente inutile: Nihal lo avverte che il Mondo Emerso avrebbe avuto ancora bisogno del suo aiuto per essere salvato. Grazie a questo Sennar si convince ad aiutare Lonerin e Dubhe giunti da lui per chiudergli aiuto. Nel confronto finale con i nuovi antagonisti, gli Assassini della Gilda, Sennar riesce ad aiutare il giovane mago Lonerin, il vecchio Ido e l'ex-Assassina Dubhe a liberare suo nipote San. Dubhe è però incatenata da un sigillo magico, che rischia di mutarla per sempre in una bestia sanguinaria, e per liberarla Sennar evoca lo spirito di Nihal perché, attraverso le mani della sacerdotessa Theana, utilizzi la magica Lancia di Dessar e il Talismano del Potere per spezzare il sigillo. Sfinito dal rituale, il mago riesce però finalmente a incontrarsi e parlare con la donna amata, la quale, sorridendo, lo porta con sé nel regno dei morti.

### Il ritorno
Circa un secolo dopo la fine delle Cronache, Nihal viene riportata sulla terra dal mondo dei morti da un sortilegio del mago elfico Lefthika, aiutato dal suo schiavo Ren. La resurrezione libera infine Nihal dal legame vitale che aveva col talismano del potere. Lefthika intende assoggettare Nihal e venderne le abilità di leggendaria guerriera al miglior offerente, e il suo attuale cliente è Athor, capo di un villaggio di pacifici huyé (una razza originata dall'incrocio fra elfi e gnomi) delle Terre Ignote, perché la sua gente è vessata dalle scorrerie di una truppa di guerrieri elfi sbandati, i resti dell'esercito del re Kryss. Nihal dapprima è confusa e arrabbiata e vorrebbe solo ritornare nell'aldilà, ma poi si fa convincere dagli huyé ad aiutarli. Quando però Ekhtir, la comandante degli elfi, marcia all'attacco con la sua viverna Alma, Lefthika tradisce gli accordi e cerca di scappare con il compenso per rivendere la mezzelfo ad altri clienti, ma viene sopraffatto da Nihal e Ren. Dall'elfo, Nihal scopre sconvolta che la sua morte ha segnato profondamente le vite della sua famiglia: Sennar cadde in un profondo lutto dal quale non si riprese mai, perdendo anche le forze per occuparsi di suo figlio. Tarik non accettò mai la morte della madre, accusando Sennar di esserne il responsabile, per poi abbandonarlo in solitudine e fare ritorno nel Mondo Emerso. Il nipote di Nihal, San, divenne un Marvash che cercò di far sprofondare il Mondo Emerso in un bagno di sangue. Tornati indietro Nihal e Ren trovano il villaggio huyé sconfitto e saccheggiato. Ekhtir e Nihal duellano e l'elfa ha la meglio. Ma poi Nihal (con l'ormai vecchissimo drago Oarf) riorganizza un gruppetto di combattenti huyé e con loro attacca a sorpresa l'accampamento elfico; Ekhtir rivela a Nihal di essere nipote di quel Klarath che anni prima la aiutò a liberare Sennar dalla possessione e che per questo fu, assieme alla sua famiglia, ostracizzato dalla sua gente, fino a quando lei non trovò nel re Kryss una guida, al cui progetto di riconquista del Mondo Emerso aderì con entusiasmo, vedendolo però miseramente sfumare con la sua morte (descritta in Gli ultimi eroi); l'elfa viene infine sconfitta e uccisa da Nihal e i suoi seguaci dispersi.
Conclusa la lotta nelle Terre Ignote, Nihal si reca con Ren nella Terra del Vento, seguendo la traccia di Lefthika. I due lo scovano nei pressi di una locanda, dove la mezzelfo si era finta un cantastorie, e lo costringono a rimuovere il sigillo magico che impedisce a Nihal di tornare nel mondo dei morti. Il mago, furibondo per il fallimento dei suoi progetti, si avventa contro la mezzelfo, la quale però lo finisce con facilità. Infine Nihal racconta a Ren di Thoolan, la guardiana del tempo, che molti anni prima le offrì di rimanere con lei nel suo santuario, lontana dai dolori del mondo, e gli dice che ora vorrebbe accettare quell'offerta, non avendo in vita avuto molto tempo per stare con le persone che amava e che oramai sono morte. Nihal e Ren si incamminano verso Oarf, preparandosi per il nuovo viaggio alla ricerca del santuario.